# André Cassagnes
André Cassagnes, né à Montrouge le 23 septembre 1926 et mort le 16 janvier 2013 à Villejuif, est un inventeur français. Il est connu pour avoir conçu l'écran magique vendu à plus de 100 millions d'exemplaires dans le monde, commercialisé en France sous la marque « Télécran ».

## Biographie

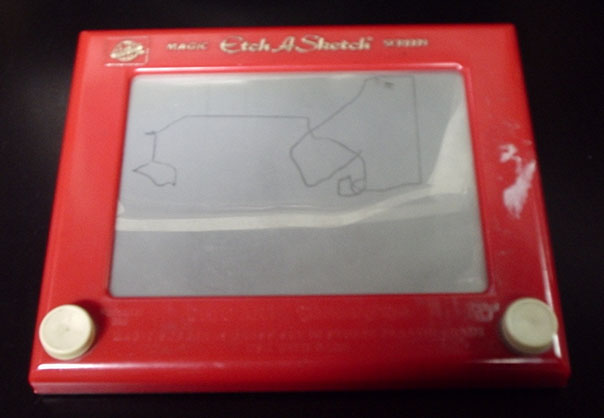
Un écran magique

Né à Montrouge, André Cassagnes travaille adolescent dans la boulangerie de ses parents. Allergique à la farine, il est contraint de chercher une autre voie professionnelle.
Travaillant comme électricien dans la compagnie Lincrusta, Cassagnes remarque que la poudre d'aluminium utilisée par Lincrusta adhère au verre et lui donne un aspect métallisé. Un stylet peut y dessiner des figures, vues de l'autre côté d'une plaque transparente, et qui peuvent être effacées en secouant la plaque. Ce constat lui inspire l'invention de L'Écran Magique, constitué d'un écran gris entouré de rouge et de deux boutons blancs, qu'il présente à une foire aux jeux à Nuremberg en 1959. La firme américaine Ohio Art Company travaille alors avec lui pour construire la version définitive du jouet, l'Etch A Sketch qu'elle commercialise depuis 1960.

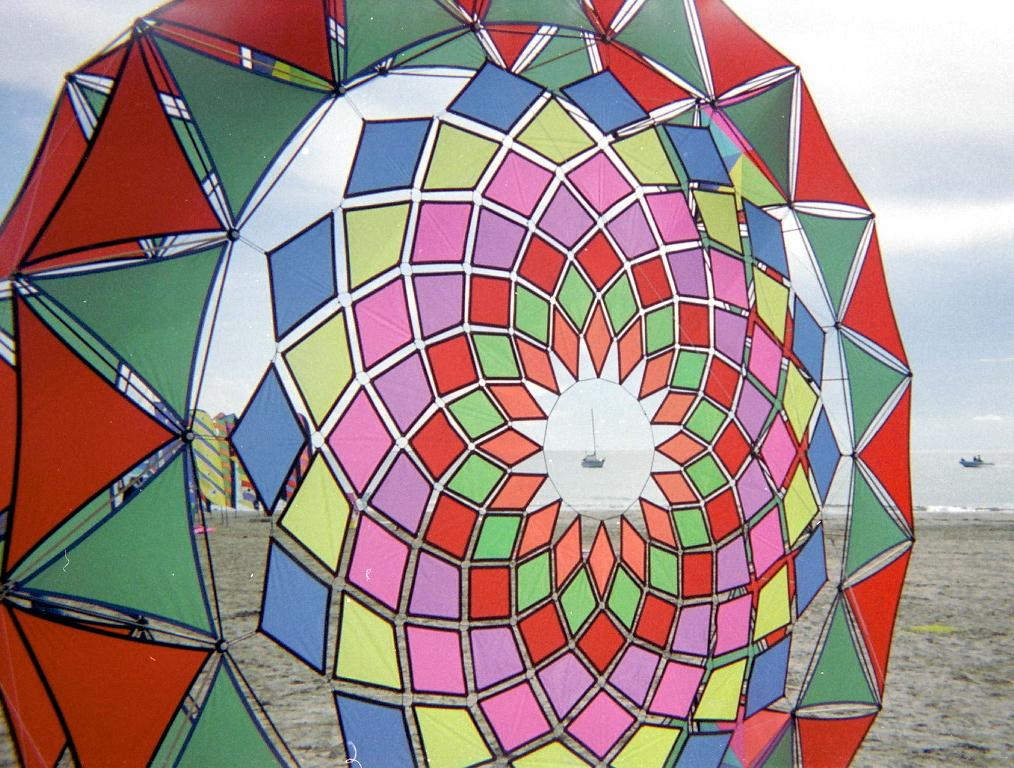
Détail d'un cerf-volant modulaire du type popularisé par André Cassagnes

À partir de la cinquantaine, André Cassagnes se passionne pour les cerfs-volants, et réalise de nombreux prototypes construits avec un système modulaire original utilisant des tiges d'alliage d'aluminium raccordées avec connecteurs spéciaux de sa conception.
Lui et sa femme Renée ont trois enfants, Sophie, Patrick et Jean-Claude.

## Dépôt de brevet
N'ayant pas l'argent nécessaire pour déposer un brevet, André Cassagnes fait appel à un investisseur, qui charge son trésorier, Arthur Granjean, de la paperasserie et des démarches administratives. De ce fait, le nom de ce dernier apparait sur le dépôt de brevet. L'invention est fréquemment attribuée à Arthur Granjean, alors que selon certaines sources, il semblerait  qu'elle revienne à André Cassagnes.